# ケネディ郡 (テキサス州)
ケネディ郡（ケネディぐん、英: Kenedy County）は、アメリカ合衆国テキサス州の南部に位置する郡である。2010年国勢調査での人口は416人であり、2000年の414人から0.5%増加した。人口では州内で少ない方から第3位、アメリカ合衆国国内でも第4位である。平方マイルで表した郡域の広さよりも人口の数値が小さいという特徴があり、そのような郡では合衆国の中で最も東、かつ最も南にある。1999年時点では、人口の108倍の牛が居た。郡庁所在地は国勢調査指定地域のサリタ（人口238人）であり、同郡で人口最大の町でもある。ケネディ郡は1921年にヒダルゴ郡とウィラシー郡の一部を合わせて設立され、テキサス州では最も新しい郡になっている。郡名は初期開拓者で牧場主だったミフリン・ケネディに因んで名付けられた。
ケネディ郡はクレバーグ郡と共にキングスビル小都市圏を構成している。1999年にハリケーン・ブレットに襲われたが、人口が少なかったために、被害は最小だった。21世紀に入ってサリタ近くでペニャスカル風力発電所が建設され、少しでも人口を増やせることが期待されている。隣接郡にも跨るキング牧場が、郡領域の大半を占めている。

## 地理
アメリカ合衆国国勢調査局に拠れば、郡域全面積は1,946平方マイル (5,040.1 km2)であり、このうち陸地1,457平方マイル (3,773.6 km2)、水域は489平方マイル (1,266.5 km2)で水域率は25.12%である。総面積では州内第13位の郡であり、陸地面積では第25位になっている。北のクレバーグ郡との郡境は大半がバフィン湾になっている。

### 主要高規格道路
- アメリカ国道77号線

### 隣接する郡
- クレバーグ郡 - 北
- メキシコ湾 - 東
- ウィラシー郡 - 南
- ヒダルゴ郡 - 南西
- ブルックス郡 - 西

### 国立保護地域
- パードレ島国立海岸（部分）

## 人口動態
以下は2000年の国勢調査による人口統計データである。
| 基礎データ - 人口: 414人 - 世帯数: 138 世帯 - 家族数: 110 家族 - 人口密度: 0.11人/km2（0.28人/mi2） - 住居数: 281軒 - 住居密度: 0.07軒/km2（0.19軒/mi2） 人種別人口構成 - 白人: 64.49% - アフリカン・アメリカン: 0.72% - ネイティブ・アメリカン: 0.72% - アジア人: 0.48% - その他の人種: 31.88% - 混血: 1.69% - ヒスパニック・ラテン系: 78.99% 年齢別人口構成 - 18歳未満: 29.2% - 18-24歳: 9.7% - 25-44歳: 263% - 45-64歳: 24.2% - 65歳以上: 10.6% - 年齢の中央値: 34歳 - 性比（女性100人あたり男性の人口） - 総人口: 110.29 - 18歳以上: 100.7 | 世帯と家族（対世帯数） - 18歳未満の子供がいる: 35.5% - 結婚・同居している夫婦: 58.7% - 未婚・離婚・死別女性が世帯主: 10.9% - 非家族世帯: 19.6% - 単身世帯: 18.8% - 65歳以上の老人1人暮らし: 6.5% - 平均構成人数 - 世帯: 2.97人 - 家族: 3.26人 収入と家計 - 収入の中央値 - 世帯: 25,000米ドル - 家族: 26,719米ドル - 性別 - 男性: 18,1254米ドル - 女性: 12,188米ドル - 人口1人あたり収入: 17,959米ドル - 貧困線以下 - 対人口: 15.3% - 対家族数: 9.9% - 18歳未満: 15.6% - 65歳以上: 18.8% |

## 都市と町
- サリタ - 郡庁所在地
- アームストロング、未編入の町

## 教育
ケネディ郡大半の教育はケネディ郡広域共通教育学区が管轄しており、その中の学校はサリタ小学校（幼稚園生から6年生まで）のみである。教育学区が1つしかないテキサス州の9郡の中でサリタ小学校の児童数は最小である。
郡内の小部分がリビエラ独立教育学区に入っている。